# Cephalopterus glabricollis
El paragüero cuellicalvo (Cephalopterus glabricollis), también conocido como campanero centroamericano (en Nicaragua), pájaro paraguas de cuello desnudo, pájaro sombrilla centroamericano (en Nicaragua), pájaro sombrilla cuellinudo (en Costa Rica) o ave-sombrilla cuellinuda (en Panamá), es una especie de ave paseriforme de la familia Cotingidae perteneciente al género Cephalopterus. Es nativo de América Central.

## Distribución y hábitat
Se distribuye en las montañas, colinas y tierras bajas adyacentes, de Costa Rica (hacia el este desde la cordillera de Guanacaste) y Panamá (hacia el este hasta Veraguas); en la estación no reproductiva también en el sur de Nicaragua.
Esta especie se reproduce en su hábitat natural, las selvas húmedas subtropicales maduras entre los 800 y los 2100 m de altitud, y pasa la temporada no reproductiva en selvas de tierras bajas, los machos generalmente entre los 100 y los 500 m, y las hembras principalmente por debajo de los 200 m de altitud.

## Descripción
El macho mide en promedio 41 cm y pesa 450 g, y la hembra 36 cm y 320 g. Es grande, robusto, negro, con el pico ancho y grueso y cabeza grande (sobre todo en el macho se ve más grande, debido a su cresta espectacular en forma de sombrilla). Las alas son largas y anchas y la cola corta. El adulto macho es completamente negro, con un fuerte glaseado azul por encima que le proporciona un efecto escamado en el manto. Es negro más opaco y fusco por debajo, con los cañones de las plumas más pálidos, y la piel de la garganta rojo anaranjado brillante. El pecho es bermellón y forma un saco inflable que se torna escarlata cuando se encuentra distendido a su máximo volumen.
Las hembras son de color negro más opaco por encima, con menos lustre azulado. La cresta más corta le da a la cabeza una apariencia plana y de frente bulbosa. Presenta áreas desnudas anaranjada pequeñas a cada lado de la parte anterior del cuello. La maxila es negra, la mandíbula es gris con negro en la base y las patas son gris oscuro.
Los ejemplares juveniles son similares a la hembra adulta pero con el plumaje más gris, la cresta más corta y esponjada y el área desnuda del cuello más pequeña y opaca.

## Estado de conservación
El paragüero cuellicalvo ha sido calificado como «amenazado de extinción» por la Unión Internacional para la Conservación de la Naturaleza (IUCN) debido a que su pequeña población total, estimada en 1900 a 7100 individuos maduros, se sospecha estar en rápida decadencia, en línea con las tasas de pérdida de hábitat y su degradación, especialmente en las tierras bajas de su temporada no reproductiva.

## Sistemática

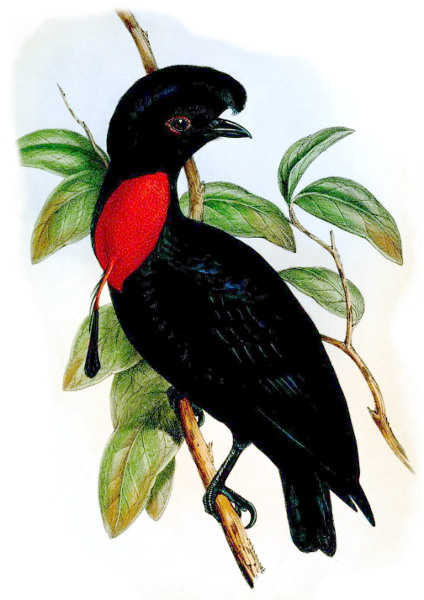
Cephalopterus glabricollis, ilustración de Lichter para Proceedings of the Zoological Society of London, 1850.

### Descripción original
La especie C. glabricollis fue descrita por primera vez por el ornitólogo británico John Gould en 1851 bajo el mismo nombre científico; la localidad tipo es «Cordillera de Chirique = Chiriquí, 8000 pies (c. 2440 m), Panamá».

### Etimología
El nombre genérico masculino «Cephalopterus» se compone de las palabras del griego «kephalē» que significa ‘cabeza’, y «pteron» que significa ‘plumas’; y el nombre de la especie «glabricollis», se compone de las palabras del latín: «glaber» que significa ‘pelado’, ‘desnudo’,  y «collis» que significa ‘de pescuezo’, ‘de cuello’.

### Taxonomía
Es monotípica.